# Phytosciara eleganta
Phytosciara eleganta är en tvåvingeart som beskrevs av Lyudmila Komarova 1998. Phytosciara eleganta ingår i släktet Phytosciara och familjen sorgmyggor. Inga underarter finns listade i Catalogue of Life.